# Partit Rus de la Vida
El Partit Rus de la Vida (PRV; rus: Российская партия жизни; РПЖ) va ser un partit polític de centreesquerra a Rússia, creat al 2002 i dirigit per Sergey Mironov.
L'any següent de la seva fundació, a les primeres eleccions legislatives a la Duma Estatal van formar una coalició electoral amb el Partit del Renaixement Rus, obtenint un pobre 1.88% dels vots i cap escó. De la mateixa manera, a les eleccions presidencials de 2004 el Partit, que va presentar a Mironov com a candidat, va rebre un 0.75% i mig milió de vots, el que va suposar el darrer lloc.
Poc després, al 2006, el Partit va participar de la creació d'una plataforma política unificada amb aspiració de generar un bipartidisme a Rússia, Rússia Justa, fusionant-se amb Rodina i el Partit dels Pensionistes Russos. El seu president, Mironov, esdevindria líder de la nova formació i un dels seus homes claus fins a data d'avui. D'aquesta manera, el partit es dissoldria el mateix any a favor de Rússia Justa, transformant-se en un moviment civil.

## Vegeu més
- Rússia Justa
- Rodina
- Partit dels Pensionistes Russos